# Kazuko Yoshiyuki
Kazuko Yoshiyuki (吉行和子, Yoshiyuki Kazuko, Tokio, Japón, 9 de agosto de 1935) es una actriz, seiyū y ensayista japonesa. A lo largo de su trayectoria ha obtenido 5 nominaciones y 3 galardones otorgados por la Academia Japonesa del Cine (en 2021) y por los Premios de cine de Mainichi (en 1960 y 2003).

## Biografía
Yoshiyuki nació en Tokio como primera hija del matrimonio conformado por el escritor Eisuke Yoshiyuki y su mujer Aguri. Tiene un hermano mayor, el novelista Junnosuke Yoshiyuki, y una hermana menor, Rie Yoshiyuki que se dedica a la poesía. A la edad de dos años se le diagnosticó asma, enfermedad que propició que pasara largas temporadas en Okayama junto a sus abuelos. Se graduó en el Instituto Femenino Joshigakuen de Tokio en 1954.
Empezó su carrera como actriz en 1955 con un grupo teatral llamado Gekidan Mingei. Un año más tarde realizó su debut como actriz en la película Aya ni itoshiki dirigida por Jûkichi Uno. Desde entonces ha desarrollado una extensa carrera tanto en cine, donde ha participado en más de 60 películas, como en televisión donde ha acreditado su participación en más de 100 diferentes dramas televisivos.
Su primer galardón lo obtuvo en los Premios de cine de Mainichi de 1960, como actriz de reparto, por su participación en la película Nianchan (El hermano mayor), dirigida por Shōhei Imamura. En 1979 fue nominada por la Academia Japonesa del Cine por su interpretación principal en Ai no bôrei (El imperio de la pasión) dirigida por Nagisa Oshima. Su segunda nominación por la academia nipona tuvo lugar en 2014 por su participación en Tôkyô kazoku (Una familia de Tokio) dirigida por Yōji Yamada.

## Filmografía
Entre sus obras cabe destacar: 
- 1999 - El verano de Kikujiro
- 2004 - Premonition
- 2008 - Cyborg She
- 2008 - Gake no ue no Ponyo
- 2008 - Okuribito
- 2013 - Una familia de Tokio
- 2014 - The Little House
- 2014 - El recuerdo de Marnie
- 2016 - Maravillosa familia de Tokio